# 고양군·김포군·강화군
고양군·김포군·강화군은 대한민국의 옛 국회의원 선거구이다. 당시 경기도 고양군, 김포군, 강화군 지역을 관할했다.

## 역사
제9대 국회의원 선거를 앞두고 고양군 선거구와 김포군·강화군 선거구가 통합되면서 신설되었다.
제11대 국회의원 선거를 앞두고 고양군은 파주군과 함께 파주군·고양군 선거구를 이루며 남은 김포군, 강화군은 부천시와 함께 부천시·김포군·강화군 선거구를 이루게 되면서 폐지되었다.

## 역대 국회의원
| 선거   | 정당 | 정당       | 1위 의원 | 정당 | 정당       | 2위 의원 |
| ------ | ---- | ---------- | -------- | ---- | ---------- | -------- |
| 1973년 |      | 민주공화당 | 김재춘   |      | 민주공화당 | 김유탁   |
| 1978년 |      | 신민당     | 오홍석   |      | 민주공화당 | 김유탁   |

## 역대 선거 결과

### 대한민국 제9대 국회의원 선거
|  | 39.11% |

|  | 25.59% |

|  | 15.91% |

|  | 14.55% |

|  | 4.83% |

### 대한민국 제10대 국회의원 선거
|  | 29.31% |

|  | 27.12% |

|  | 16.20% |

|  | 9.27% |

|  | 8.04% |

|  | 6.48% |

|  | 3.54% |